# Aleksey Fedorchenko
Aleksey Fedorchenko (en ruso: Алексе́й Станисла́вович Федо́рченко;Yekaterimburgo, 29 de septiembre de 1966) es un director de cine ruso. Fredorchenko ganó un premio en el Festival Internacional de Cine de Venecia de 2005 con su falso documental First on the Moon (2005) y posteriormente repitió premio en el mismo festival italiano con Silent Souls (2010), un cuento sobre la extinción de la tribu de los Merya. Su película de 2012 Celestial Wives of the Meadow Mari fue seleccionado en ser presentada en la sección de vanguardia en el Festival Internacional de Cine de Toronto.
En 2013, Fedorchenko participó en la producción de "Space Mowgli", una adaptación de una novela de ciencia ficción de los hermanos Strugatsky. Al siguiente año, Fedorchenko realiza  Anna's War  que gana el Premio Águila Dorada Rusa en las categorías de mejor película y mejor director.

## Premios y distinciones
Festival Internacional de Cine de Venecia
| Año  | Categoría              | Película     | Resultado |
| ---- | ---------------------- | ------------ | --------- |
| 2010 | Premio FIPRESCI        | Silent Souls | Ganador   |
| 2010 | Premio Nazareno Taddei | Silent Souls | Ganador   |
| 2010 | Ratón de oro           | Silent Souls | Ganador   |